# Superliga Brasileira de Voleibol Masculino de 2014 - Série B
A Superliga Brasileira de Voleibol Masculino de 2014 - Série B foi a terceira edição desta competição organizada pela Confederação Brasileira de Voleibol através da Unidade de Competições Nacionais. Trata-se da segunda divisão do Campeonato Brasileiro de Voleibol, a principal competição entre clubes de voleibol masculino do Brasil. Participaram do torneio oito equipes provenientes de três estados brasileiros: São Paulo, Minas Gerais e Rio Grande do Sul.
A edição da Superliga - Série B (2014) ficou marcada pela desclassificação, na semifinal, da equipe Sada Cruzeiro B: o "Sada Funec Contagem", composto pelos melhores atletas das categorias de base (juvenil e infanto) do Sada Cruzeiro. Mesmo competindo contra clubes de atletas adultos, realizaram a melhor campanha da primeira fase, mas foram impedidos de jogar o terceiro jogo das semifinais por decisão do STJD em razão da escalação irregular de dois atletas que disputaram partida pelo time principal na mesma temporada.

## Regulamento
A fase classificatória foi composta de oito times, em grupo único, no sistema de confrontos de turno e returno. Ao final desta fase, as quatro equipes de melhores campanhas classificaram-se à fase semifinal.
O sistema de pontuação adotado nesta fase foi o mesmo utilizado na Série A: caso o placar seja de 3 sets a 0 ou 3 a 1, foram concedidos três pontos para o vencedor e nenhum para o perdedor; se fosse 3-2, dois pontos para o vencedor e um para o perdedor. O não comparecimento (W.O.) levaria à perda de dois pontos.
Nas semifinais as equipes classificadas na primeira fase se enfrentaram em cruzamento olímpico em uma série melhor de três, em que o primeiro colocado enfrentou o quarto e o segundo colocado duelou contra o terceiro. Os vencedores de cada série se classificaram para a final do torneio, que foi disputada em jogo único com mando da equipe de melhor colocação na fase classificatória. O campeão do torneio garantiu vaga na Série A 2014/2015.

## Equipes participantes
| Equipe                      | Cidade              | Última participação | Temporada 2012/2013 |
| --------------------------- | ------------------- | ------------------- | ------------------- |
| ACBD Rio Claro              | Rio Claro           | estreante           | -                   |
| Bento Vôlei                 | Bento Gonçalves     | estreante           | -                   |
| Olympico/Mart Minas/Up Time | Belo Horizonte      | B 2013              | 4º                  |
| Sada Cruzeiro B             | Contagem            | estreante           | -                   |
| Santo André                 | Santo André         | B 2012              | -                   |
| São José dos Campos         | São José dos Campos | B 2013              | 3º                  |
| Sesi-SP                     | São Paulo           | estreante           | -                   |
| Voleisul/Paquetá Esportes   | Novo Hamburgo       | estreante           | -                   |

## Fase classificatória

### Classificação
- Vitória por 3 sets a 0 ou 3 a 1: 3 pontos para o vencedor;
- Vitória por 3 sets a 2: 2 pontos para o vencedor e 1 ponto para o perdedor.
- Não comparecimento, a equipe perde 2 pontos.
- Em caso de igualdade por pontos, os seguintes critérios servem como desempate: número de vitórias, razão de sets e razão de ralis.

|  |                                           |
|  | Equipes classificadas para as semifinais. |

|     |                 |     | Jogos | Jogos | Jogos | Resultados | Resultados | Resultados | Resultados | Resultados | Resultados | Sets | Sets | Sets  | Pontos | Pontos | Pontos |
| Pos | Equipe          | Pts | T     | V     | D     | 3–0        | 3–1        | 3–2        | 2–3        | 1–3        | 0–3        | V    | P    | R     | V      | P      | R      |
| --- | --------------- | --- | ----- | ----- | ----- | ---------- | ---------- | ---------- | ---------- | ---------- | ---------- | ---- | ---- | ----- | ------ | ------ | ------ |
| 1   | Sada Cruzeiro B | 32  | 14    | 11    | 3     | 2          | 8          | 1          | 0          | 2          | 1          | 35   | 19   | 1.842 | 1089   | 1012   | 1.076  |
| 2   | Escola do Corpo | 29  | 14    | 10    | 4     | 2          | 4          | 4          | 3          | 1          | 0          | 37   | 24   | 1.542 | 1170   | 1103   | 1.061  |
| 3   | AD Santo André  | 24  | 14    | 7     | 7     | 3          | 4          | 0          | 3          | 3          | 1          | 30   | 25   | 1.200 | 1062   | 1041   | 1.020  |
| 4   | AMPMP Voleisul  | 21  | 14    | 8     | 6     | 1          | 2          | 5          | 2          | 1          | 3          | 29   | 30   | 0.967 | 1094   | 1073   | 1.020  |
| 5   | Bento Vôlei     | 18  | 14    | 7     | 7     | 0          | 1          | 6          | 3          | 2          | 2          | 29   | 34   | 0.853 | 1194   | 1198   | 0.997  |
| 6   | ACBD Rio Claro  | 16  | 14    | 4     | 10    | 2          | 2          | 0          | 4          | 4          | 2          | 24   | 32   | 0.750 | 1044   | 1080   | 0.967  |
| 7   | Sesi-SP         | 15  | 14    | 5     | 9     | 4          | 0          | 1          | 1          | 6          | 2          | 23   | 29   | 0.793 | 943    | 995    | 0.948  |
| 8   | Olympico Club   | 13  | 14    | 4     | 10    | 1          | 2          | 1          | 2          | 4          | 4          | 20   | 34   | 0.588 | 983    | 1077   | 0.913  |

### Resultados
Para um dado resultado encontrado nesta tabela, a linha se refere ao mandante e a coluna, ao visitante.
|                     | RCL | STA | VOS | SAC | BEN | SJC | OLY | SES | Pos |
| RCL ACBD Rio Claro  |     |     |     |     |     |     |     |     | 6º  |
| STA AD Santo André  |     |     |     |     |     |     |     |     | 3º  |
| VOS AMPMP Voleisul  |     |     |     |     |     |     |     |     | 4º  |
| SAC Sada Cruzeiro B |     |     |     |     |     |     |     |     | 1º  |
| BEN Bento Vôlei     |     |     |     |     |     |     |     |     | 5º  |
| SJC Escola do Corpo |     |     |     |     |     |     |     |     | 2º  |
| OLY Olympico Club   |     |     |     |     |     |     |     |     | 8º  |
| SES Sesi-SP         |     |     |     |     |     |     |     |     | 7º  |

## Playoffs
|  | Semifinais | Semifinais      | Semifinais      | Semifinais | Semifinais | Semifinais |  |    | Final          | Final | Final |
|  |            |                 |                 |            |            |            |  |    |                |       |       |
|  | 1º         | Sada Cruzeiro B | 1               | 1          | 3          | *          |  |    |                |       |       |
|  | 4º         | AMPMP Voleisul  | 1               | 3          | 2          | *          |  |    |                |       |       |
|  |            |                 |                 |            |            |            |  | 4º | AMPMP Voleisul | 1     |       |
|  |            | 2º              | Escola do Corpo | 3          |            |            |  |    |                |       |       |
|  | 2º         | Escola do Corpo | 2               | 3          | 3          |            |  |    |                |       |       |
|  | 3º         | AD Santo André  | 0               | 1          | 2          |            |  |    |                |       |       |

- Desclassificação, na semifinal, da equipe Sada Cruzeiro B: o "Sada Funec Contagem", composto por atletas das categorias de base (juvenil e infanto) do Sada Cruzeiro. Mesmo competindo contra clubes de atletas adultos, realizaram a melhor campanha da primeira fase, mas foram impedidos de jogar o terceiro jogo das semifinais por decisão do STJD, em razão da escalação irregular de dois atletas.[1]